# Condado de Łuków
Condado de Łuków (polaco: powiat łukowski) é um powiat (condado) da Polónia, na voivodia de Lublin. A sede do condado é a cidade de Łuków. Estende-se por uma área de 1394,09 km², com 108 666 habitantes, segundo o censo de 2005, com uma densidade de 77,95 hab/km².

## Divisões admistrativas
O condado possui:
Comunas urbanas: Łuków, Stoczek Łukowski
Comunas rurais: Adamów, Krzywda, Łuków, Serokomla, Stanin, Stoczek Łukowski, Trzebieszów, Wojcieszków, Wola Mysłowska

## Demografia
População (dados de 30 de Junho de 2005):
|          | Total   | Total | Mulheres | Mulheres | Homens  | Homens |
| -------- | ------- | ----- | -------- | -------- | ------- | ------ |
|          | pessoas | %     | pessoas  | %        | pessoas | %      |
| Total    | 108 666 | 100   | 54 506   | 50,2     | 54 160  | 49,8   |
| Cidades  | 33 421  | 100   | 17 259   | 51,6     | 16 162  | 48,4   |
| Povoados | 75 245  | 100   | 37 247   | 49,5     | 37 998  | 50,5   |